# Brachycaudus eurotiae
Brachycaudus eurotiae är en insektsart. Brachycaudus eurotiae ingår i släktet Brachycaudus och familjen långrörsbladlöss. Inga underarter finns listade i Catalogue of Life.